# Uhličitan manganatý
Uhličitan manganatý je anorganická sloučenina se vzorcem MnCO3. Tato látka se v přírodě vyskytuje jako minerál rhodochrosit.

## Výroba
Tato látka se vyrábí srážením manganatých sloučenin (např. chlorid manganatý či síran manganatý) uhličitanem, nejčastěji (díky nízké ceně) uhličitanem sodným, dle rovnice:
Na2CO3 (aq) + Mn2+ (aq) → MnCO3 (s) + 2 Na+ (aq)
MnCO3 také vzniká při nesprávném skladování oxidu manganatého a hydroxidu manganatého. Špatným skladováním se myslí kupříkladu skladování na otevřených prostorech nebo v netěsných nádobách, dochází totiž k reakcím se vzdušným oxidem uhličitým:
MnO + CO2 → MnCO3
Mn(OH)2 + CO2 → MnCO3 + H2O

## Reakce
V případě zahřívání nad 200 °C se změní směr již zmíněné reakce a dochází k rozpadu uhličitanu na oxid manganatý a oxid uhličitý:

MnCO3 → MnO + CO2

Oxid manganatý však reaguje se vzdušným kyslíkem za vzniku oxidu manganičitého.

Tato látka reaguje s kyselinami za vzniku oxidu uhličitého a příslušných manganatých solí, například s kyselinou chlorovodíkovou reaguje dle rovnice:
MnCO3 + 2 HCl → MnCl2 + CO2

## Využití
Tato látka se používá v keramice jako glazura. Dále se zřídka používá v chemickém průmyslu na výrobu manganatých sloučenin slabých organických kyselin.

## Bezpečnost
Tato látka není pro člověka příliš toxická, v žaludku reaguje za vzniku chloridu manganatého, který může způsobovat problémy alergikům, a ve velkém množství způsobuje všem lidem problémy. LD50 pro krysu se pohybuje kolem 250 mg/kg.